# Megacable (Pereira)
Megacable Pereira es un sistema de transporte público, del tipo teleférico y del subtipo cable aéreo en la ciudad de Pereira,  fue inaugurado el 30 de agosto 
de 2021 y abierto al público el 20 de septiembre de ese mismo año. El 12 de diciembre de 2017, en la ciudad, se adjudicó el contrato a una de las empresas oferentes.
Este nuevo sistema de transporte hace parte del SITM Megabús, conectando a la comuna de Villa Santana, con el centro de Pereira en 14 minutos, por $2950 COP, cuando anteriormente se necesitaban más de 45 minutos para llegar a la misma centralidad y con necesidad de hacer transbordos entre buses del Sistema de Transporte Colectivo.
Está compuesto por 4 estaciones (Parque Olaya Herrera integrado con el Megabús, Terminal de Transportes de Pereira, Universidad Tecnológica de Pereira y Villa Santana con 5 rutas alimentadoras), 21 pilonas, 50 cabinas (con capacidad total de 10 pasajeros), y una capacidad de transporte de aproximadamente 1400 personas por hora y una extensión de 3400 metros, constituyéndose como el Cable aéreo de transporte masivo de pasajeros, más extenso de Colombia en las ciudades, y con el que se beneficiarían más de 50 000 personas.

## Historia
El proyecto tuvo un tope máximo de $130 000 millones COP ($10 000 millones COP aportados por la Gobernación de Risaralda,  aproximadante $50 000 millones COP, producto de los beneficios que recibirá la ciudad con la APP de la modernización actual del Aeropuerto Internacional Matecaña y de un préstamo de $80 000 millones COP aprobado por el Concejo Municipal de la ciudad.
Se esperaba la adjudicación del contrato a una de las empresas oferentes dedicadas a la construcción de cables aéreos de transporte de pasajeros y turísticos en el país y fuera de él, en ciudades como: Medellín, con el Metrocable; Cali con el Miocable y Bogotá con su TransMiCable. Fuera del país, han construido cables aéreos en La Paz (Mi Teleférico) y Caracas el Metrocable y en países como Suiza y Francia. La empresa ganadora del sorteo fue la encargada de realizar estudios técnicos en fase 3, construcción de estaciones y pilonas, adecuación de infraestructura, mantenimiento del sistema y puesta en marcha. El 12 de diciembre de 2017, se adjudicó el contrato a la empresa francesa POMA. Las obras iniciaron en el primer trimestre del año 2018 y finalizaron en el tercer trimestre del año 2021. 
La primera línea del cable aéreo de Pereira, inició obras en el año 2018, con una inversión de  $130.000 millones , logrando la construcción de cuatro estaciones ubicadas en el parque Olaya Herrera, Terminal de Transportes de Pereira, Universidad Tecnológica de Pereira y sector Las Brisas en La Comuna Villasantana. 
Este medio de transporte tiene una longitud de 3,4 kilómetros en línea recta, que le permite a los usuarios conectar al centro de Pereira con la comuna Villasantana en un tiempo promedio de 14 minutos, lo que además de disminuir de forma ostensible los tiempos de desplazamiento, genera aportes invaluables en la reducción de la huella de carbono en la ciudad.